# A NATO finanszírozása

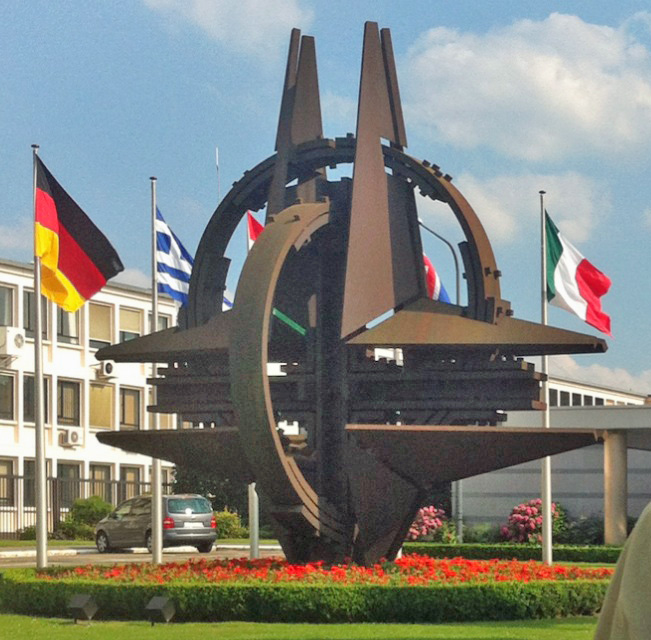

Az Észak-atlanti Szerződés Szervezete (angol rövidítése NATO) mint katonai szövetség forrásait a tagállamok közvetlen és közvetett hozzájárulásai biztosítják.

## A NATO közvetlen finanszírozása
A NATO közös alapjai a kollektív költségvetésekhez és programokhoz való közvetlen hozzájárulásokból állnak. Az alapok biztosítják a NATO számára az erőforrások rendelkezésre bocsátását, valamint a szervezet és katonai parancsnokságok egészének működtetését.
A közvetlen hozzájárulások olyan célok és tevékenységek támogatását finanszírozzák, amelyek a szövetség egészének szolgálják az érdekét és amelyeket észszerűen nem lehet önmagában egyetlen tagállamnak sem fedeznie. Ilyen például a szövetségi műveletek és missziók, a NATO egészére kiterjedő légvédelem, vagy a parancsnoki és irányítási rendszerek. Ezen befizetésekből fedezik többek között az állandó katonai parancsnoki struktúráját, az aktuális műveleteket és küldetéseket, illetve biztosítja az alapvető katonai infrastruktúrát (beleértve a légi és tengeri bázisokat, a műholdas kommunikációt, az üzemanyag-vezetékeket, valamint a parancsnoki és irányítási rendszereket). Ez a szövetség védelmi kiadásainak, azaz a  NATO-tagok által saját hadseregükre költött kiadásainak a 0,3%-át teszi ki. A 2025 évre vonatkozóan ezen költségvetés 4,6 milliárd eurót tesz ki. 
A közös finanszírozás elve alapján a tagállamok bruttó nemzeti jövedelméből és számos más tényező alapján megállapított, elfogadott költségmegosztási képlet alapján járulnak hozzá a NATO finanszírozásához. A közös finanszírozás a tehermegosztás fontos eleme, amely a felelősségek, kockázatok és előnyök hatékony megosztását mutatja a szövetségesek között.
A szövetségesek közösen döntenek arról, hogy mit finanszíroznak közösen, és hogy évente mekkora összeget költhetnek el. A középtávú erőforrás-tervezési adatokról is közösen döntenek. A közösen finanszírozott tevékenységek a vadászrepülőgépek vagy helikopterek fejlesztésétől és gyártásától a logisztikai támogatás vagy a légvédelmi kommunikációs és információs rendszerek biztosításáig terjednek. Ide tartozik a NATO Korai Előrejelző és Légtérellenőrző Programiroda (angoluk NATO Airborne Early Warning and Control Program Management Agency, NAPMA), az NH90 helikopterprogrammal (angolul NATO Helicopter Management Agency, NAHEMA), valamint az Eurofighter-Typhoon és a Tornado vadászrepülőgép-programmal (angolul NATO Eurofighter and Tornado Management Agency, NETMA) foglalkozó ügynökségek. A NATO-ügynökségek emellett kutatási és fejlesztési tevékenységeket koordinálnak, illetve a szabványosítás és a hírszerzési információk megosztása terén is tevékenykednek.
A kezdeményezéseket az Erőforrás-politikai és Tervezési Tanács (angolul Resource Policy and Planning Board, RPPB) értékeli, megvizsgálva, hogy érvényesül-e a közös finanszírozás elve, az adott tevékenység szolgálja-e a Szövetség egészének érdekeit, ami miatt azt a közös finanszírozásból kell-biztosítani. A NATO polgári és katonai költségvetésére, valamint a NATO biztonsági beruházási programjára (angolul NATO Security Investment Programme, NSIP) a közös finanszírozási szabályok vonatkoznak.
A 2021-es brüsszeli és a 2022-es madridi csúcstalálkozón a NATO-vezetők jelentős döntéseket hoztak a közös finanszírozás kiigazításáról és kiszélesítéséről, illetve a 2023-tól 2030-ig történő növeléséről.

### A NATO közös finanszírozású költségvetései

#### A polgári költségvetés

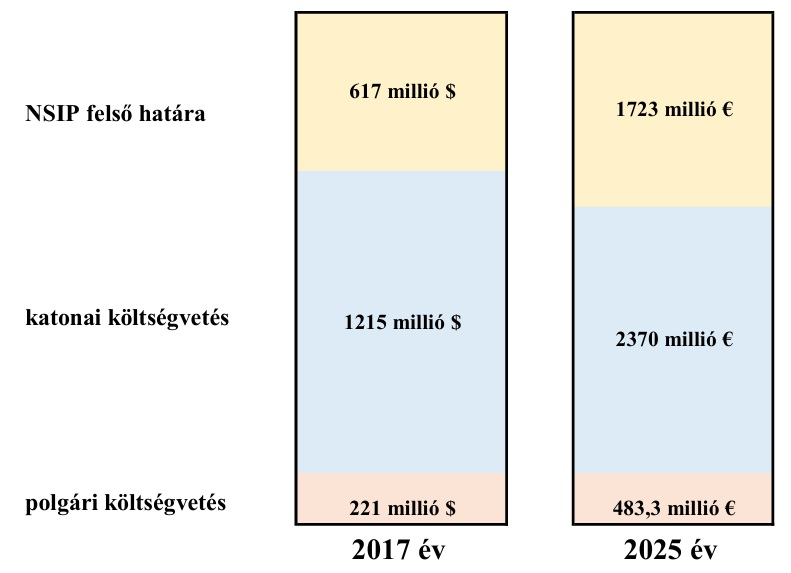
A NATO költségvetése (közvetlen finanszírozás területei) Forrás: NATO, statista.com

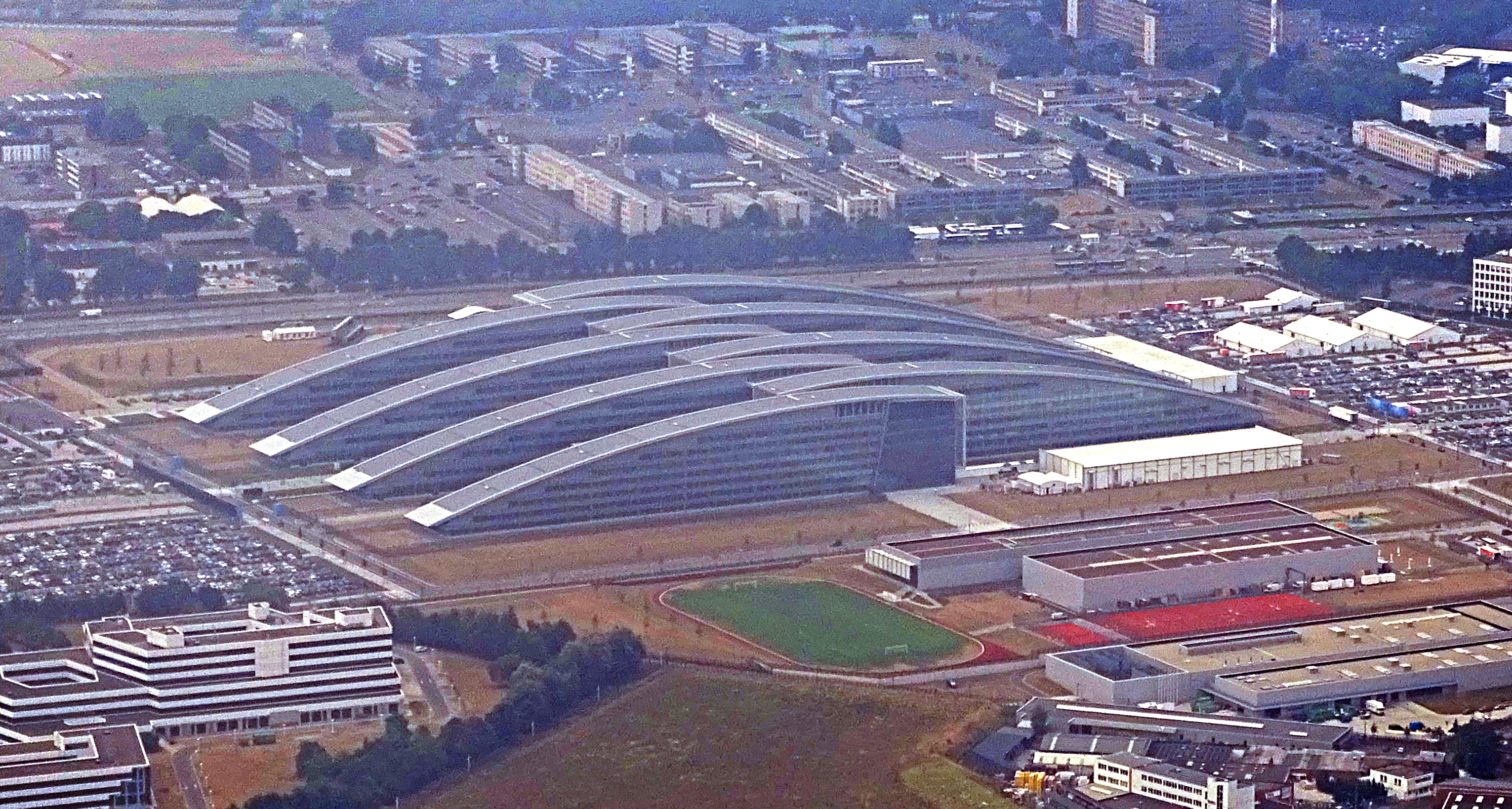
NATO központ épülete (Brüsszel)

A polgári költségvetés (angolul civil budget) finanszírozza a belgiumi NATO-székházban működő nemzetközi személyzet kiadásait, az épület működési költségeit. Továbbá tőke- és programkiadásokra is biztosít forrásokat.  A NATO brüsszeli központjában nagyjából 4000 ember dolgozik teljes munkaidőben. Közülük mintegy 2000-en nemzeti delegációk tagjai és a NATO-hoz delegált nemzeti katonai képviselők támogató személyzetének tagjai. Körülbelül 300-an dolgoznak a NATO partnerországainak képviseletein. A Nemzetközi Törzsnek vagy a központban található NATO-ügynökségeknek hozzávetőleg 1000 civil tagja van, és körülbelül 500-an a Nemzetközi Katonai Törzs tagjai, akik között is vannak polgári alkalmazottak. A költségvetés végrehajtását a Költségvetési Bizottság felügyeli. A polgári költségvetés felelőse a NATO főtitkára. A költségvetést célkitűzés-alapú keretrendszerrel összhangban alakítják ki, amelyekhez a forrásokat rendelik. A fő célkitűzések a válságkezelés és műveletek, kollektív védelem, kooperatív biztonság, nyilvános kapcsolatok és a szövetségesek közötti konzultációs folyamatok támogatása. További területek a NATO-központ operatív környezetének támogatása valamint a központ biztonsága. A legtöbb országban a nemzeti külügyminisztériumok költségvetéséből finanszírozzák. A 2025. évi polgári költségvetés összege 483,3 millió euró.

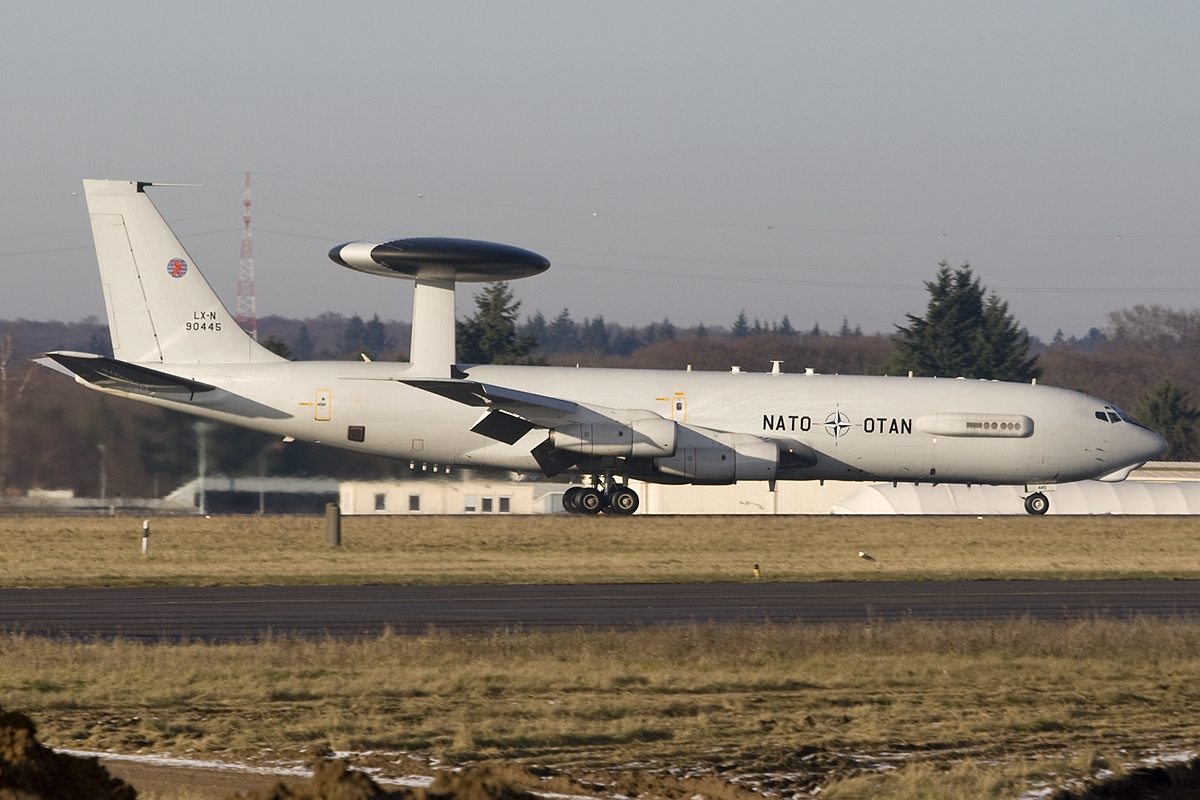
Boeing E-3A (Airborne Early Warning Force)

#### A katonai költségvetés
A katonai költségvetés (angolul military budget) támogatja és hozzájárul a NATO elrettentő és védelmi pozíciójának megerősítéséhez, valamint a szövetségen belüli együttműködést támogató szabályozási háttér előmozdításához. A költségvetés finanszírozza az integrált parancsnoki struktúrát, illetve annak működési és fenntartási költségeit, a szövetségi műveleteket és missziókat, valamint bizonyos mértékig a kiképzést és a gyakorlatokat. A végrehajtását a Költségvetési Bizottság (Budget Committee) felügyeli. A katonai költségvetés elsődleges felelősei az európai szövetséges főparancsnok (angolul Supreme Allied Commander Europe, SACEUR), a szövetségesek legfőbb parancsnoka (angolul Supreme Allied Commander Transformation, SACT) és a Nemzetközi Katonai Törzs főigazgatója (angolul Director General of the International Military Staff, DGIMS). A katonai költségvetés többek között forrásokat biztosít az integrált parancsnoki struktúra, a Nemzetközi Katonai Törzs, a NATO stratégiai parancsnokságai, a NATO Korai Előrejelző és Légtérellenőrző Rendszere (angolul NATO Airborne Early Warning and Control, NAEW&C), valamint a szövetségi műveletek és missziók számára. A katonai személyzet biztosítása az integrált parancsnoki struktúra vagy a műveletek és missziók számára azonban minden esetben nemzeti finanszírozású feladat marad. A 2025-re vonatkozó katonai költségvetés 2,37 milliárd euró.

#### A NATO biztonsági beruházási programja
A NATO Biztonsági Beruházási Programja (angolul NATO Security Investment Programme, NSIP) finanszírozza a katonai infrastruktúrát, építkezéseket, valamint a parancsnoki és irányítási rendszereket. Olyan létesítményeket és infrastruktúrát biztosít, mint például a légvédelmi kommunikációs és információs rendszerek, az integrált parancsnoki struktúrához és a telepített műveletekhez szükséges katonai parancsnokságok, valamint kritikus fontosságú repülőterek, üzemanyagrendszerek és tengeri infrastruktúra, kikötők.  Tehát az egyes NATO-tagok nemzeti védelmi szükségleteit meghaladó jelentős építési és vezetési és irányítási rendszer beruházásokat fedezi. Az NSIP-et az egyes NATO-tagországok védelmi minisztériumai finanszírozzák. A végrehajtását a beruházási bizottság felügyeli. Az NSIP célra felhasználható összeg 2025-ös felső határa 1,723 milliárd euró.
A NATO ezen programja  finanszírozta részben például a lengyelországi Powidzban található új, 285 millió dolláros raktározási és karbantartási létesítményt, amely lehetővé teszi a lőszerek és felszerelések előzetes elhelyezését a NATO keleti szárnyán. A spanyolországi Rota haditengerészeti állomás kikötői infrastruktúrájának korszerűsítése pedig 190 millió dollárt tett ki. Az NSIP finanszírozza továbbá az olaszországi Aviano és a németországi Ramstein légitámaszpontok infrastrukturális projektjeit, valamint a NATO-csővezetékrendszereket a megbízható katonai üzemanyag-ellátás érdekében Közép- és Észak-Európában, Olaszországban, Görögországban és Törökországban, bár az ilyen létesítmények üzemeltetési és karbantartási költségei továbbra is nemzeti hatáskörben maradnak.
Amíg a polgári és a katonai költségvetés esetében előre meg van határozva az egyes tagországok által előre befizetett részarányos összegek, addig az NSIP egy programköltségvetés, amelyet előre pontosan nem tudnak előre, a tervezés során több tényező vonatkozásában számszerűsített adatok nem lehet meghatározni éves viszonylatban. A fentiek miatt a tervezésnél egy felső összeghatárt határoznak meg. A tagországok a rájuk eső összeget nem a NATO közös számlájára fizetik, hanem egy, a Nemzetközi Törzs által kidolgozott program alapján egymásnak utalják át, illetve egymástól kapják meg. Egyetlen ország sem fizet többet NSIP hozzájárulásként, mint az adott állam katonai költségvetésének 1%-a. Az USA katonai költségvetésének kevesebb, mint 0,1%-át fordítja erre a céljaira.
| Tagállam           | 2018    | 2025    |
| ------------------ | ------- | ------- |
| Albánia            | 0,0841  | 0.0882  |
| Belgium            | 1,9506  | 2.0447  |
| Bulgária           | 0,3390  | 0.3552  |
| Kanada             | 6,3763  | 6.6840  |
| Horvátország       | 0,2776  | 0.2910  |
| Csehország         | 0,9788  | 1.0259  |
| Dánia              | 1,2157  | 1.2744  |
| Észtország         | 0,1157  | 0.1213  |
| Finnország         | nem tag | 0.9057  |
| Franciaország      | 10,4986 | 10.1940 |
| Németország        | 14,7638 | 15.8813 |
| Görögország        | 0,9801  | 1.0273  |
| Magyarország       | 0,7041  | 0.7380  |
| Izland             | 0,0597  | 0.0624  |
| Olaszország        | 8,1400  | 8.5324  |
| Lettország         | 0,1478  | 0.1550  |
| Litvánia           | 0,2379  | 0.2493  |
| Luxemburg          | 0,1569  | 0.1645  |
| Montenegro         | 0,0270  | 0.0283  |
| Hollandia          | 3,1985  | 3.3528  |
| Észak-Macedónia    | nem tag | 0.0756  |
| Norvégia           | 1,6472  | 1.7267  |
| Lengyelország      | 2,7683  | 2.9015  |
| Portugália         | 0,9725  | 1.0194  |
| Románia            | 1,1384  | 1.1931  |
| Szlovákia          | 0,4784  | 0.5014  |
| Szlovénia          | 0,2109  | 0.2212  |
| Spanyolország      | 5,5534  | 5.8211  |
| Svédország         | nem tag | 1.9277  |
| Törökország        | 4,3819  | 4.5927  |
| Egyesült Királyság | 10,4581 | 10.9626 |
| Egyesült Államok   | 22,1387 | 15.8813 |

2019-ben a 2021-2024-es időszakra új költségmegosztási képletről állapodtak meg, amelynek eredményeként a legtöbb európai szövetséges ország és Kanada részesedése nő, az USA részesedése pedig csökken. Ez a kötelezettségvállalás az igazságosabb „tehermegosztás” érdekében kifejtett amerikai nyomást tükrözte, ami különösen Trump elnök számára volt megnyugtató, aki a 2019-es NATO-vezetői találkozón csak annak a kilenc NATO-tagállam képviselőinek rendezett ebédet, amelyek már akkor teljesítették a NATO katonai kiadás GDP arányos 2 százalékos célját. Az új megállapodások értelmében a közös finanszírozás területén az amerikai hozzájárulás a teljes összeg mintegy 22 százalékáról 16 százalék körülire csökkent.

### Közösen finanszírozott programok és kezdeményezések
A közösen finanszírozott programok és kezdeményezések a vadászrepülőgépek és helikopterek fejlesztésétől és gyártásától kezdve a logisztikai támogatás vagy a légvédelmi kommunikációs és információs rendszerek szövetség számára történő biztosításán át a kockázati tőkealapokig terjednek. Az ilyen programokat közvetlenül a részvételüket választó tagállamok finanszírozzák, azonban gyakran vezetnek egy NATO-n belüli irányító szervezet vagy ügynökség (pl. NAPMA, NAHEMA, NETMA) létrehozásához. A két legújabb közös finanszírozási kezdeményezés az Észak-atlanti Védelmi Innovációt Ösztönző Mechanizmus (angolul Defence Innovation Accelerator for the North Atlantic, DIANA), amelynek célja a kritikus technológiák terén folytatott transzatlanti együttműködés előmozdítása, a másik pedig a NATO Innovációs Alap (angolul NATO Innovation Fund), ami egy 1 milliárd eurós (1,08 milliárd dollár) kockázati tőkealap, és amely a kritikus kettős felhasználású, új és felforgató technológiák, például a mesterséges intelligencia, az autonóm rendszerek és a kvantumtechnológiák fejlesztésére szolgál. Mindkét kezdeményezés célja a polgári technológiák katonai célokra történő hasznosítása. 

## A NATO közvetett finanszírozása (a GDP%-os szabály)
A NATO finanszírozásának legnagyobb részét a nemzeti (vagy közvetett) hozzájárulások teszik ki, amelyeket az egyes tagországok viselnek. Ezek közé tartoznak a tagországok haderőinek és eszközeinek fenntartása, amelyeket a NATO számára elrettentő és védelmi tevékenységekhez, valamint katonai műveletekhez biztosíthatnak.
Amikor az Észak-atlanti Tanács (NAC) – ami a NATO legfőbb politikai döntéshozó szerve – egyhangúlag dönt egy művelet vagy misszió indításáról, akkor nem kötelező minden egyes tagnak hozzájárulnia, kivéve, ha az 5. cikk szerinti kollektív védelmi műveletről van szó. A NATO mint szervezet nem minden esetben rendelkezik saját fegyveres erőkkel, így a szövetségesek önkéntes alapon bocsátanak rendelkezésre csapatokat és felszerelést. A hozzájárulások formája és mértéke változó. A szövetségesek például dönthetnek úgy, hogy néhány katonával vagy akár több ezer katonával járulnak hozzá egy NATO-művelethez vagy misszióhoz. A hozzájárulások bármire kiterjedhetnek, a páncélozott járművektől, haditengerészeti hajóktól vagy helikopterektől kezdve a felszerelés vagy támogatás minden formájáig, legyen az orvosi vagy egyéb felszerelés. Ezeket a hozzájárulásokat az egyes szövetségesek ajánlják fel, és a teljes védelmi erőforrásuktól vonják le. A NATO műveletei és missziói közé tartozik a NATO Reagáló Erők (angolul NATO Response Force), a koszovói békefenntartó erő (KFOR), három tengeri biztonsági művelet (az Állandó Tengerészeti Erők, a Tengeri Védelmi művelet és az Égei-tengeri Tevékenység), az iraki tanácsadó és kapacitásépítő misszió, az Afrikai Unióval való együttműködés, valamint a légi rendfenntartás (békeidőben a NATO-tagok légterének biztonságát célzó misszió). A KFOR-misszió költségei a 4600 fős teljes haderőerőt alkotó 28 csapatot biztosító országot terhelik.
2006-ban a NATO védelmi miniszterei megállapodtak abban, hogy a szövetség katonai felkészültségének folyamatos biztosítása érdekében a bruttó hazai termék (GDP) legalább 2%-át védelmi kiadásokra fordítják. A nem amerikai szövetségesek együttes vagyona GDP-ben mérve majdnem megegyezik az Egyesült Államokéval. Ugyanakkor a nem amerikai szövetségesek együttesen kevesebb mint a felét költik az Egyesült Államok védelmi kiadásainak. Ez az egyensúlyhiány közel állandó volt a szövetség története során. Az Egyesült Államok védelmi kiadásainak volumene a szövetség egészének védelmi kiadásai mintegy kétharmadát teszi ki. Ez azonban nem az az összeg, amellyel az Egyesült Államok hozzájárul a NATO operatív működéséhez, amelyet a közös finanszírozás elve alapján valamennyi szövetségessel megosztanak. Az Egyesült Államok védelmi kiadásai az euroatlanti térségen kívüli kötelezettségvállalásokra is kiterjednek, mint például a Csendes-óceán térsége, vagy Latin-Amerika. Azonban a szövetség néhány alapvető képesség biztosítása tekintetében az Egyesült Államokra támaszkodik, ilyen például a hírszerzés, a megfigyelés és a felderítés, a légi utántöltés, a ballisztikus rakétavédelem és a légi elektromágneses hadviselés.
A 2014-es walesi csúcstalálkozón, a Krím Oroszország általi jogellenes annektálása hatására és a Közel-Keleten tapasztalható szélesebb körű instabilitás közepette a NATO vezetői megállapodtak abban, hogy tesznek a csökkenő védelmi költségvetések tendenciájának megfordítása érdekében. A döntés értelmében:
- Azoknak a tagországoknak, amelyek teljesítik a védelmi kiadásokra vonatkozó 2%-os irányelvet, továbbra is erre kell törekedniük;
- Azok a szövetségesek, amelyek GDP-hez viszonyított védelmi kiadásainak aránya nem éri el ezt a szintet: megállítják a csökkenést; a GDP növekedésével párhuzamosan reálértéken növelik a védelmi kiadásokat; és egy évtizeden belül a 2%-os irányvonal felé törekednek.
- Annak biztosítása érdekében, hogy a védelmi kiadások legalább 20%-át jelentős új felszerelésekre kell fordítani. Ez magában foglalja a kapcsolódó kutatást és fejlesztést is, amelyet a modernizáció mértékének és ütemének kulcsfontosságú mutatójaként tekintenek.[1][9]

A 2014-2024 időszakban az európai szövetségesek és Kanada folyamatosan növelték közös védelmi beruházásaikat – a 2014-es 1,43%-ról 2024-re az együttes GDP 2,02%-ára, amikor is együttesen több mint 485 milliárd USD-t (2021-es árakhoz igazítva) fordítanak védelemre.
A nemzeti védelmi költségvetések alapvetően három kiadási kategóriát fednek le: személyzeti kiadásokat, beleértve a nyugdíjakat; kutatás-fejlesztést és a védelmi felszerelések beszerzését; továbbá a műveletek, gyakorlatok és karbantartás területét. A költségvetés elosztása nemzeti, szuverén döntés, de a NATO-szövetségesek megállapodtak abban, hogy a védelmi kiadások legalább 20%-át a fő felszerelésekre kell fordítani, beleértve a kapcsolódó kutatást és fejlesztést is.
A 2025-ben megtartott a hágai NATO-csúcstalálkozón  a tagállamok megállapodtak abban, hogy 2035-ig a GDP-jük 5 százalékát költik majd védelemre. A GDP 3,5 százalékát fegyverzetre és az állományra kell fordítani, míg a fennmaradó 1,5 százalék a védelemhez  kapcsolódó egyéb kiadásokra is alkalmazható, így az utóbbi esetében lehetőség van a kiberbiztonság erősítésére, valamint a logisztika és az infrastruktúra fejlesztésére költeni. Az olaszoknál azt is felvetődött, hogy a Szicíliánál tervezett híd építési költségeit katonai kiadásként könyveljék el.

#### A védelmi kiadások
A NATO meghatározása szerint a védelmi kiadások a nemzeti kormányok által a saját fegyveres erőik, a szövetségesek vagy a szövetség szükségleteinek kielégítésére teljesített kifizetések. Ezen meghatározás alkalmazásában a szövetség szükségleteit a NATO közös finanszírozásából és a NATO által kezelt vagyonkezelői alapokból biztosítják. A fegyveres erők közé tartoznak a szárazföldi, tengeri és légi erők, valamint a közös alakulatok, mint például az igazgatási és parancsnoki, a különleges műveleti erők, az egészségügyi szolgálat, a logisztikai parancsnokság, az űrparancsnokság, a kiberparancsnokság. A NATO védelmi kiadások meghatározásába beletartoznak a kormány által közvetlenül a katonai szolgálatok nyugdíjas katonai és polgári alkalmazottainak, valamint az aktív állománynak folyósított öregségi nyugdíjak is. A kutatás-fejlesztési költségek is ide tartoznak.
A NATO az Egyesült Államok dollárját (USD) használja közös valutaként. Az egyes szövetségesekre alkalmazott átváltási árfolyam a Nemzetközi Valutaalap által közzétett éves átlagárfolyam.

## A költségvetéssel kapcsolatos szervek
Az Észak-atlanti Tanács (North Atlantic Council) felügyeli a közös finanszírozási folyamatokat, amelyeket az Erőforrás-szabályozási és Tervezési Testület (RPPB), a Költségvetési Bizottság és a Beruházási Bizottság irányít. Az Észak-atlanti Tanács hagyja jóvá a NATO költségvetését és beruházásait, és felügyeli a NATO pénzügyi irányítását. Az Erőforrás-szabályozási és Tervezési Testület tanácsot ad a Tanácsnak az erőforrás-politikával és az erőforrás elosztással kapcsolatban.
Az Erőforrás-szabályozási és Tervezési Testület (Resource Policy and Planning Board, RPPB) a NATO-erőforrásokkal kapcsolatos kérdésekben a Tanács vezető tanácsadó testülete. Felelős a NATO polgári és katonai költségvetésének átfogó irányításáért, valamint a NATO biztonsági beruházási programjáért (NATO Security Investment Programme, NSIP) és a közösen finanszírozott személyi állomány költségvetési vonatkozásaiért. Mind a Költségvetési Bizottság, mind a Beruházási Bizottság az RPPB-nek tesz jelentést. A Költségvetési Bizottság (Budget Committee) felelős az RPPB-nek a NATO polgári és katonai költségvetésének végrehajtásáért. A Beruházási Bizottság (Investment Committee) az RPPB-nek felel az NSIP végrehajtásáért.
A NATO Erőforrásügyi Hivatala (NATO Office of Resources, NOR) független és integrált szakértői tanácsadást nyújt a közös katonai finanszírozás tervezésével, elosztásával és felhasználásával kapcsolatban (megfizethetőség, műszaki tartalom, stb), amelyeket számadatokkal is alátámasztanak.
A NATO Nemzetközi Könyvvizsgáló Testülete (International Board of Auditors, IBAN) a NATO független, külső ellenőrző szerve. Ellenőrzései révén az Észak-atlanti Tanács és a tagállamok kormányai számára biztosítékot nyújt arra vonatkozóan, hogy a pénzügyi beszámolók a valóságnak megfelelőek, és a pénzeszközöket megfelelően használták fel az engedélyezett kiadások rendezésére. Ezenkívül felülvizsgálja a NATO-szervek működését, hogy megállapítsa, hatékonyan és gazdaságosan végzik-e azokat.

## A NATO közös finanszírozású költségvetésének pénzügyi irányítása
A polgári és katonai költségvetés, valamint az NSIP-hozzájárulás összegek felső határainak meghatározása egy naptári évre vonatozik. A finanszírozási felső határokat az Erőforrás-szabályozási és Tervezési Testület határozza meg, és az Észak-atlanti Tanács hagyja jóvá. Az éves költségvetés jóváhagyását követően az érintett NATO-szervek vezetőinek mérlegelési jogkörébe tartozik annak végrehajtása az engedélyezett célokra történő kiadások révén.
A pénzügyi átláthatóságra tett intézkedések részeként a NATO Pénzügyi Szabályzata (NATO Financial Regulations, NFR) nyilvánosan hozzáférhetővé vált. További átláthatósági lépéseket tettek a NATO Nemzetközi Könyvvizsgáló Testület (International Board of Auditors for NATO, IBAN) jelentéseinek és a NATO jelentéstevő szervezeteinek pénzügyi kimutatásainak titkosításának feloldása és a nyilvánosság számára történő hozzáférhetővé tétele érdekében. A jelentések tartalmazzák a pénzügyi ellenőrzési jelentéseket A NATO szövetségesek polgári és katonai költségvetésről szóló megállapodását szintén minden évben közzéteszik a NATO honlapján.

## A védelmi kiadások és finanszírozás történeti áttekintése

### A hidegháború időszaka és az 1990-es évek
A NATO 1949-ben történt megalakulását követően a hidegháború első éveiben a hadászatra és védelemre fordított kiadásokat jelentősen növelték. A Stockholmi Nemzetközi Békekutató Intézet (SIPRI) adatbázisa alapján a katonai kiadások GDP arányosan az Egyesült Államok esetében 1952-ben 13,86%-ot, míg az Egyesült Királyság esetében 1953-ban 10,96%-ot tett ki. Az 1960-as évektől kezdve azonban már nem növekedtek a hadászati kiadások, az enyhülés időszakát pedig a kiadások relatív csökkenése jellemezte. 
| Tagállam                    | tagság                      | 1950    | 1955    | 1960    | 1970    | 1980     | 1985     | 1990     | 1995     | 1998     |
| --------------------------- | --------------------------- | ------- | ------- | ------- | ------- | -------- | -------- | -------- | -------- | -------- |
| Egyesült Államok            | 1949                        |         |         |         |         |          |          |          |          |          |
| katonai kiadás (millió USD) | katonai kiadás (millió USD) | 14927,0 | 42120,5 | 47346,6 | 83408,0 | 143688,4 | 272163,2 | 325129,3 | 295853,1 | 290996,1 |
| a GDP %-ában                | a GDP %-ában                | 5,08    | 10,16   | 8,99    | 8,03    | 5,15     | 6,45     | 5,61     | 3,86     | 3,20     |
| Kanada                      | 1949                        |         |         |         |         |          |          |          |          |          |
| katonai kiadás (millió USD) | katonai kiadás (millió USD) | 426,3   | 1832,7  | 1702,4  | 1889,2  | 4744,4   | 7460,6   | 11414,6  | 9176,9   | 7748,6   |
| a GDP %-ában                | a GDP %-ában                | 2,43    | 6,18    | 4,19    | 2,19    | 1,76     | 2,10     | 1,96     | 1,55     | 1,26     |
| Belgium                     | 1949                        |         |         |         |         |          |          |          |          |          |
| katonai kiadás (millió USD) | katonai kiadás (millió USD) | 165,2   | 341,3   | 383,2   | 747,8   | 3958,6   | 2428,2   | 4644,3   | 4449,0   | 3664,3   |
| a GDP %-ában                | a GDP %-ában                | na.     | 3,78    | 3,40    | 2,92    | 3,25     | 2,93     | 2,36     | 1,54     | 1,42     |
| Dánia                       | 1949                        |         |         |         |         |          |          |          |          |          |
| katonai kiadás (millió USD) | katonai kiadás (millió USD) | 52,0    | 133,2   | 161,1   | 395,6   | 1617,7   | 1259,3   | 2649,9   | 3118,0   | 2846,1   |
| a GDP %-ában                | a GDP %-ában                | 1,66    | 3,18    | 2,73    | 2,43    | 2,36     | 2,10     | 1,95     | 1,69     | 1,61     |
| Egyesült Királyság          | 1949                        |         |         |         |         |          |          |          |          |          |
| katonai kiadás (millió USD) | katonai kiadás (millió USD) | 2603,3  | 4907,6  | 5129,9  | 6792,1  | 28360,2  | 26031,9  | 43545,1  | 38294,3  | 41222,1  |
| a GDP %-ában                | a GDP %-ában                | 7,21    | 9,09    | 7,09    | 5,20    | 5,02     | 5,32     | 3,98     | 2,85     | 2,50     |
| Franciaország               | 1949                        |         |         |         |         |          |          |          |          |          |
| katonai kiadás (millió USD) | katonai kiadás (millió USD) | 1343,0  | 2645,0  | 3260,1  | 4941,1  | 22198,2  | 17455,2  | 35774,4  | 40124,0  | 33633,6  |
| a GDP %-ában                | a GDP %-ában                | 4,65    | 5,38    | 5,43    | 3,46    | 3,16     | 3,14     | 2,84     | 2,52     | 2,25     |
| Hollandia                   | 1949                        |         |         |         |         |          |          |          |          |          |
| katonai kiadás (millió USD) | katonai kiadás (millió USD) | 237,1   | 447,1   | 454,7   | 1079,9  | 5269,3   | 3884,2   | 7420,8   | 8011,5   | 6836,1   |
| a GDP %-ában                | a GDP %-ában                | na.     | na.     | 3,70    | 2,87    | 2,78     | 2,77     | 2,37     | 1,77     | 1,56     |
| Izland                      | 1949                        |         |         |         |         |          |          |          |          |          |
| katonai kiadás (millió USD) | katonai kiadás (millió USD) | 0       | 0       | 0       | 0       | 0        | 0        | 0        | 0        | 0        |
| a GDP %-ában                | a GDP %-ában                | -       | -       | -       | -       | -        | -        | -        | -        | -        |
| Luxemburg                   | 1949                        |         |         |         |         |          |          |          |          |          |
| katonai kiadás (millió USD) |                             | 3,1     | 11,1    | 4,8     | 7,5     | 47,4     | 34,4     | 87,4     | 128,5    | 129,3    |
| a GDP %-ában                | a GDP %-ában                | 1.21    | 2,92    | 0,91    | 0,68    | 1,04     | 0,87     | 0,79     | 0,62     | 0,64     |
| Norvégia                    | 1949                        |         |         |         |         |          |          |          |          |          |
| katonai kiadás (millió USD) | katonai kiadás (millió USD) | 50,0    | 133,4   | 148,1   | 388,4   | 1668,7   | 1796,6   | 3394,9   | 3508,0   | 3324,9   |
| a GDP %-ában                | a GDP %-ában                | 2,37    | 3,93    | 3.20    | 3,47    | 2,62     | 2,80     | 2,83     | 2,31     | 2,16     |
| Olaszország                 | 1949                        |         |         |         |         |          |          |          |          |          |
| katonai kiadás (millió USD) | katonai kiadás (millió USD) | 501,3   | 782,1   | 1009,3  | 2216,8  | 7915,7   | 8253,4   | 20734,6  | 17185,9  | 20825,1  |
| a GDP %-ában                | a GDP %-ában                | na.     | 3,25    | 2,71    | 2,06    | 1,76     | 1,94     | 1,88     | 1,46     | 1,64     |
| Portugália                  | 1949                        |         |         |         |         |          |          |          |          |          |
| katonai kiadás (millió USD) | katonai kiadás (millió USD) | 39,8    | 58,9    | 79,4    | 329,3   | 655,4    | 493,6    | 1416,1   | 2016,5   | 1763,9   |
| a GDP %-ában                | a GDP %-ában                | 2,34    | 2,60    | 2,56    | 4,14    | 2,03     | 1,84     | 1,84     | 1,71     | 1,42     |
| Görögország                 | 1952                        |         |         |         |         |          |          |          |          |          |
| katonai kiadás (millió USD) | katonai kiadás (millió USD) | 131,4   | 122,9   | 170,3   | 473,6   | 2275,6   | 1927,1   | 3193,4   | 4179,9   | 4824,3   |
| a GDP %-ában                | a GDP %-ában                | 6,01    | 5,11    | 4,86    | 4,20    | 4,66     | 4,69     | 3,80     | 3,10     | 3,46     |
| Törökország                 | 1952                        |         |         |         |         |          |          |          |          |          |
| katonai kiadás (millió USD) | katonai kiadás (millió USD) | 213,0   | 382,9   | 468,8   | 564,9   | 2672,0   | 2366,0   | 5315,4   | 6606,2   | 8781,0   |
| a GDP %-ában                | a GDP %-ában                | na.     | na.     | 3,53    | 3,26    | 3,90     | 3,53     | 3,53     | 3,90     | 3,18     |
| Németország (NSZK)          | 1955                        |         |         |         |         |          |          |          |          |          |
| katonai kiadás (millió USD) | katonai kiadás (millió USD) | na.     | 1647,1  | 2702,6  | 5778,4  | 25009,4  | 18665,6  | 39650,1  | 38563,2  | 31056,2  |
| a GDP %-ában                | a GDP %-ában                | na.     | 3,83    | 3,75    | 3,00    | 2,95     | 2,85     | 2,51     | 1,49     | 1,38     |
| Spanyolország               | 1982                        |         |         |         |         |          |          |          |          |          |
| katonai kiadás (millió USD) | katonai kiadás (millió USD) | 148,7   | 222,9   | 232,8   | 859,1   | 5508,4   | 5077,6   | 11695,0  | 11439,9  | 10333,4  |
| a GDP %-ában                | a GDP %-ában                |         | 2,31    | 2,25    | 2,29    | 2,49     | 2,95     | 2,29     | 1,92     | 1,76     |

Izland esetében azért nem szerepel hadászati kiadás, mert nincs hadserege.

#### Nemzetközi összehasonlítás
A hidegháború éveinek legnagyobb része keleti és a nyugati tömb közötti fegyverkezési versenyről szólt. A hadászati és védelmi kiadásokat tekintve különböző adatok és számítások, becslések állnak rendelkezésre. Több esetben vagy nincs, vagy nem megbízható a számadat, ez főleg a keleti országok adataira vonatkozik, kiemelten a Szovjetunióra. Az 1990-es években Oroszország gyenge gazdasági helyzete okán a fegyverkezésre fordított kiadások csökkentek.
| Állam                       | 1970   | 1975    | 1980   | 1985   | 1987     | 1990     | 1995    | 1998   |
| --------------------------- | ------ | ------- | ------ | ------ | -------- | -------- | ------- | ------ |
| Szovjetunió                 |        |         |        |        |          |          |         |        |
| katonai kiadás (millió USD) | na.    | na.     | na.    | na.    | 225021,1 | 219114,1 | -       | -      |
| a GDP %-ában                | na.    | na.     | na.    | na.    | na.      | na.      | -       | -      |
| Oroszország                 |        |         |        |        |          |          |         |        |
| katonai kiadás (millió USD) | -      | -       | -      | -      | -        | -        | 12741,6 | 7955,7 |
| a GDP %-ában                |        |         |        |        |          |          | 3,78    | 2,73   |
| Ukrajna                     |        |         |        |        |          |          |         |        |
| katonai kiadás (millió USD) | -      | -       | -      | -      | -        | -        | 1046,8  | 1405,2 |
| a GDP %-ában                |        |         |        |        |          |          | 2,73    | 3,24   |
| Lengyelország               |        |         |        |        |          |          |         |        |
| katonai kiadás (millió USD) | 8525,0 | 14337,3 | 1506,2 | 2140,8 | 1765,5   | 1540,7   | 2719,4  | 3491,0 |
| a GDP %-ában                | na.    | na.     | 2,65   | 3,02   | 2,76     | 2,61     | 1,90    | 1,99   |
| Magyarország                |        |         |        |        |          |          |         |        |
| katonai kiadás (millió USD) | 223,3  | 366,1   | 740,8  | 1025,6 | 823,9    | 812,6    | 612,2   | 618,5  |
| a GDP %-ában                | 4,03   | 3,34    | 3,34   | 4,97   | 3,16     | 2,16     | 1,31    | 1,27   |
| Románia                     |        |         |        |        |          |          |         |        |
| katonai kiadás (millió USD) | 1542,0 | 635,5   | 755,6  | 2050,0 | 2272,4   | 1739,1   | 983,1   | 1254,2 |
| a GDP %-ában                | na.    | na.     | 2,20   | 4,30   | 3,91     | 4,55     | 2,61    | 3,00   |

|      | Kiadás világ szinte | NATO államok | a világ kiadásai %-ában | USA   | a világ kiadásai %-ában | Varsói szerződés államai | a világ kiadásai %-ában | Szovjetunió | a világ kiadásai %-ában |
| ---- | ------------------- | ------------ | ----------------------- | ----- | ----------------------- | ------------------------ | ----------------------- | ----------- | ----------------------- |
| 1961 | 119,153             | 65           | 54,6                    | 47,8  | 40,2                    | 42                       | 35,3                    | 39          | 32,8                    |
| 1962 | 131,766             | 71           | 53,8                    | 52,4  | 39,7                    | 47                       | 35,6                    | 43          | 32,5                    |
| 1963 | 138,247             | 73           | 52,9                    | 52,3  | 37,9                    | 50                       | 36,2                    | 46          | 33,3                    |
| 1964 | 139,409             | 73           | 52,5                    | 51,2  | 36,8                    | 50                       | 35,9                    | 46          | 33,1                    |
| 1965 | 141,853             | 74           | 52,1                    | 51,8  | 36,5                    | 49                       | 34,5                    | 45          | 31,7                    |
| 1966 | 158,577             | 87           | 54,7                    | 63,6  | 40,0                    | 50                       | 31,4                    | 46          | 28,9                    |
| 1967 | 177,960             | 100          | 56,2                    | 75,4  | 42,3                    | 55                       | 30,9                    | 50          | 28,1                    |
| 1968 | 190,590             | 105          | 54,9                    | 80,7  | 42,2                    | 62                       | 32,4                    | 56          | 29,3                    |
| 1969 | 200,026             | 106          | 53,0                    | 81,4  | 40,7                    | 67                       | 33,5                    | 60          | 30,0                    |
| 1970 | 208,496             | 104          | 50,0                    | 77,8  | 37,4                    | 72                       | 34,6                    | 65          | 31,2                    |
| .... |                     |              |                         |       |                         |                          |                         |             |                         |
| 1978 | 508,7               | 188,9        | 37,1                    | 109,2 | 21,4                    | 188,7                    | 37,1                    | 159,6       | 31,3                    |
| 1979 | 557,6               | 210,7        | 37,8                    | 122,3 | 21,9                    | 208,3                    | 37,3                    | 176,9       | 31,7                    |
| 1980 | 635,7               | 244,2        | 38,4                    | 144,0 | 22,6                    | 233,3                    | 36,7                    | 198,2       | 31,2                    |
| 1981 | 719                 | 281,2        | 39,1                    | 169,9 | 23,6                    | 258,3                    | 35,9                    | 219,6       | 30,5                    |
| 1982 | 803,9               | 318,7        | 39,6                    | 196,4 | 24,4                    | 282,8                    | 35,2                    | 237,9       | 29,6                    |
| 1983 | 857,2               | 347,6        | 40,5                    | 217,2 | 25,3                    | 297,9                    | 34,7                    | 250,7       | 29,2                    |
| 1984 | 910,1               | 374,1        | 41,1                    | 237,1 | 26,0                    | 313,4                    | 34,4                    | 263,7       | 28,9                    |
| 1985 | 963,4               | 409,2        | 42,5                    | 265,8 | 27,6                    | 329,7                    | 34,2                    | 277,2       | 28,8                    |
| 1986 | 990                 | 428          | 43,2                    | 280,9 | 28,4                    | 342,7                    | 34,6                    | 287,6       | 29,0                    |
| 1987 | 1034,1              | 451,5        | 43,6                    | 296,2 | 28,6                    | 360,4                    | 34,8                    | 303,0       | 29,3                    |
| 1988 | 1032,4              | 467,3        | 45,2                    | 307,7 | 29,8                    | 358,6                    | 34,7                    | 299,8       | 29,0                    |

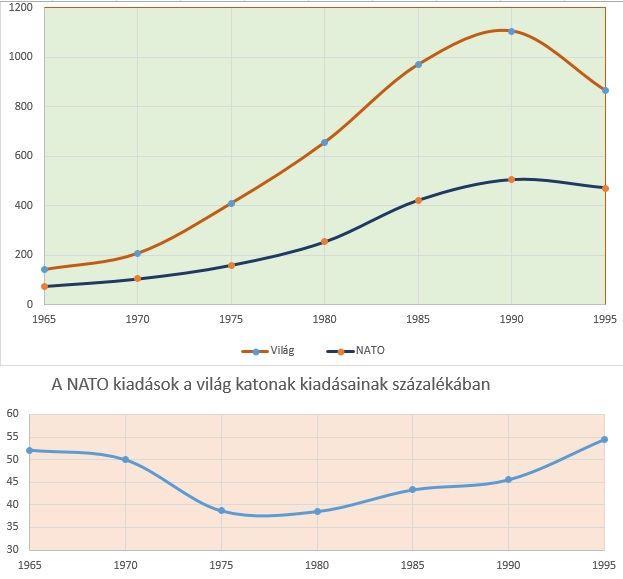
A NATO katonai kiadásai a világ összeg hadászati kiadásaihoz viszonyítva milliárd dollárban és arányaiban(1965-1995)

A Szovjetunió 1986 évi 530 milliárd dolláros költségvetésében 24,4 milliárd dollár szerepelt a védelmi kiadásokra. A nyugati szakértől szerint azonban a valós összeg, amit erre a területre fordítottak 210 milliárd dollár is lehetett. A CIA számításai szerint a Szovjetunió GNP-nek 12-14%-át költötte hadászati tevékenységre, de néhány szakértő ennél magasabb, akár 18-20%-ra is becsülte.  A Szovjetúnióban1988-ban a katonai kiadások egyetlen tételként szerepelt az állami költségvetésben, összesen 21 milliárd rubelt (33 milliárd dollárt) tett ki. A katonai intézmény méretét tekintve azonban a tényleges összeg legalább tízszerese volt. Nyugati szakértők arra a következtetésre jutottak, hogy a 21 milliárd rubeles összeg csak a működési és karbantartási költségeket tükrözte. A szovjet fegyverkutatásra és -fejlesztésre fordított összeg különösen jól őrzött államtitok volt, és a többi katonai kiadást, beleértve a kiképzést, a katonai építkezést és a fegyvergyártást, szétszórva több minisztérium és állami bizottság költségvetésében elrejtették. Az Egyesült Államok kormányzati forrásai szerint az 1980-as évek közepétől a Szovjetunió éves bruttó nemzeti termékének 15-17 százalékát fordította katonai kiadásokra. 1989 elején Gorbacsov 77,3 milliárd rubeles katonai költségvetést jelentett be, de a nyugati hatóságok ennek körülbelül a duplájára becsülték a költségvetést. A hidegháború végével Oroszország és a Szovjetunió más utódállamainak együttes katonai kiadásai drámaian csökkentek. 1997-ben a Szovjetunió 1988-as katonai kiadásainak mintegy tizede volt. 1988 és 1993 között Oroszországban a fegyvergyártás gyakorlatilag minden fontosabb fegyverrendszer esetében legalább 50%-kal csökkent. A fegyverekre fordított kiadások 1992-ben körülbelül 75%-kal voltak alacsonyabbak, mint 1988-ban. Oroszország szinte teljes fegyvergyártása külföldi kormányoknak történő értékesítésre irányul, és az orosz hadsereg szinte teljesen leállította a főbb végtermékek beszerzését. 1997-ben Oroszország védelmi költségvetését évi 65 milliárd dollárra becsülték, ami az 1992-es teljes összeg 45 százaléka. Egy másik becslés szerint a katonai kiadások a Szovjetunió 1987-es becsült 257 milliárd dollárjáról 1997-re Oroszországban 24,1 milliárd dollárra csökkentek, a GNP arányában pedig az 1987-es 16,6%-ról 1997-re 3,8%-ra. Egy harmadik becslés szerint a teljes katonai kiadás 41,7 milliárd dollár volt. Minden becslés szerint az orosz katonai beszerzés lelassult. Míg 1992-ben mintegy 1200 harckocsit és gyalogsági harcjárművet vásároltak, 1997-ben csak 355 darabot. A harci repülőgépek gyártása hasonlóképpen az 1992-es 170-ről 1997-ben 35-re esett vissza. Ennek ellenére Oroszország még mindig a legnagyobb haderővel és védelmi költségvetéssel rendelkezett Európa és Eurázsia országai közül.

### Az ezredfordulótól napjainkig
Az 1990-es évek elején történt változások, így a Szovjetunió és a Varsói Szerződés 1991-ben történt megszűnése által a szervezetben egy új fejezet kezdődött. Első alkalommal 1999-ben bővült a NATO korábbi keleti blokkba tartozó államokkal, köztük Magyarországgal, majd ezt követően további bővtések kerültek, a legtöbb közép-kelet európai állam felvételre került a szövetségbe. Oroszország az új tagok (korábban az szovjet érdekszférájába tartozó államok) felvételét azonban nem nézte jó szemmel. 
| Tagállam                       | 2000                | 2000       | 2000                 | 2014                | 2014       | 2014                 | 2020                | 2020       | 2020                 | 2024                | 2024       | 2024                 |
| ------------------------------ | ------------------- | ---------- | -------------------- | ------------------- | ---------- | -------------------- | ------------------- | ---------- | -------------------- | ------------------- | ---------- | -------------------- |
| (adott évben még nem NATO tag) | Kiadás (millió USD) | GDP %-ában | Állami kiadás %-ában | Kiadás (millió USD) | GDP %-ában | Állami kiadás %-ában | Kiadás (millió USD) | GDP %-ában | Állami kiadás %-ában | Kiadás (millió USD) | GDP %-ában | Állami kiadás %-ában |
| USA                            | 320086,3            | 3,11       | na.                  | 647789,0            | 3,68       | 10,41                | 778397,2            | 3,65       | 8,18                 | 997309,0            | 3,42       | 9,11                 |
| Belgium                        | 3190,8              | 1,35       | 2,73                 | 5191,5              | 0,97       | 1,75                 | 5317,5              | 1,01       | 1,72                 | 8561,6              | 1,28       | 2,36                 |
| Dánia                          | 2392,5              | 1,46       | 2,76                 | 4056,9              | 1,15       | 2,09                 | 4887,2              | 1,37       | 2,58                 | 9958,9              | 2,42       | 5,06                 |
| Egyesült Királyság             | 39343,7             | 2,37       | 6,96                 | 66995,5             | 2,18       | 5,30                 | 58332,4             | 2,16       | 4,33                 | 81763,2             | 2,28       | 5,25                 |
| Franciaország                  | 28403,1             | 2,09       | 3,98                 | 53134,8             | 1,86       | 3,18                 | 53423,0             | 2,02       | 3,28                 | 64675,0             | 2,05       | 3,59                 |
| Hollandia                      | 5971,8              | 1,43       | 3,32                 | 10332,6             | 1,15       | 2,46                 | 13085,7             | 1,41       | 2,94                 | 23179,2             | 1,92       | 4,34                 |
| Izland                         | 0                   | -          | -                    | 0                   | -          | -                    | 0                   | -          | -                    | 0                   | -          | -                    |
| Kanada                         | 8299,4              | 1,11       | 2,75                 | 17853,6             | 0,99       | 2,58                 | 23082,8             | 1,39       | 2,66                 | 29346,9             | 1,31       | 3,08                 |
| Luxemburg                      | 115,7               | 0,55       | 1,44                 | 252,1               | 0,37       | 0,90                 | 425,2               | 0,58       | 1,23                 | 871,6               | 0,96       | 1,99                 |
| Norvégia                       | 2922,3              | 1,70       | 4,12                 | 7336,8              | 1,46       | 3,23                 | 7225,2              | 1,97       | 3,47                 | 10435,3             | 2,09       | 4,53                 |
| Olaszország                    | 19878,7             | 1,73       | 3,74                 | 27701,0             | 1,28       | 2,52                 | 32929,1             | 1,73       | 3,05                 | 37964,6             | 1,61       | 3,18                 |
| Portugália                     | 1664,7              | 1,41       | 3,28                 | 3002,4              | 1,31       | 2,53                 | 3268,0              | 1,43       | 2,90                 | 4641,6              | 1,53       | 3,57                 |
| Görögország                    | 4564,5              | 3,59       | 7,46                 | 5531,3              | 2,37       | 4,60                 | 5773,3              | 3,02       | 5,10                 | 8022,0              | 3,13       | 6,58                 |
| Törökország                    | 9993,7              | 3,64       | na.                  | 17576,5             | 1,87       | na.                  | 15783,0             | 2,20       | na.                  | 24978,7             | 1,92       | na.                  |
| Németország                    | 26374,8             | 1,34       | 2,80                 | 44662,8             | 1,13       | 2,53                 | 53318,7             | 1,36       | 2,65                 | 88458,5             | 1,89       | 3,93                 |
| Spanyolország                  | 10273,8             | 1,73       | 4,40                 | 17178,5             | 1,25       | 2,77                 | 17431,8             | 1,35       | 2,63                 | 24615,4             | 1,43       | 3,20                 |
| Csehország                     | 1157,3              | 1,86       | 4,58                 | 2022,9              | 0,96       | 2,27                 | 3252,5              | 1,30       | 2,80                 | 6524,9              | 1,92       | 4,32                 |
| Lengyelország                  | 3146,1              | 1,82       | 4,24                 | 10345,2             | 1,91       | 4,47                 | 13718,3             | 2,26       | 4,74                 | 38000,7             | 4,15       | 8,47                 |
| Magyarország                   | 715,9               | 1,51       | 3,20                 | 1209,8              | 0,86       | 1,71                 | 2768,4              | 1,75       | 3,42                 | 4734,7              | 2,16       | 4,43                 |
| Bulgária                       | (351,3)             | 2,65       | 7,14                 | 747,5               | 1,31       | 3,53                 | 1119,0              | 1,59       | 4,21                 | 2329,8              | 2,15       | 5,49                 |
| Észtország                     | (78,3)              | 1,38       | 3,78                 | 512,1               | 1,90       | 5,10                 | 718,1               | 2,26       | 5,12                 | 1441,9              | 3,37       | 7,51                 |
| Lettország                     | (70,0)              | 0,90       | 2,43                 | 295,7               | 0,98       | 2,50                 | 742,0               | 2,23       | 5,22                 | 1425,7              | 3,26       | 7,49                 |
| Litvánia                       | (140,4)             | 1,22       | 3,39                 | 426,9               | 0,88       | 2,59                 | 1174,1              | 2,05       | 4,93                 | 2627,5              | 3,12       | 7,92                 |
| Románia                        | (935,6)             | 2,50       | 7,17                 | 2691,5              | 1,35       | 3,99                 | 5052,3              | 2,00       | 5,26                 | 8715,7              | 2,30       | 5,85                 |
| Szlovákia                      | (342,3)             | 1,65       | 3,13                 | 997,7               | 0,98       | 2,28                 | 2047,2              | 1,90       | 4,30                 | 2849,2              | 2,01       | 4,30                 |
| Szlovénia                      | (222,4)             | 1,10       | 2,31                 | 486,2               | 0,98       | 1,94                 | 567,7               | 1,07       | 2,06                 | 951,9               | 1,31       | 2,74                 |
| Albánia                        | (45,4)              | 1,25       | 3,84                 | 178,1               | 1,35       | 4,24                 | 196,6               | 1,30       | 3,98                 | 535,5               | 2,04       | 6,61                 |
| Horvátország                   | (667,8)             | 3,02       | 5,54                 | 1076,4              | 1,81       | 3,73                 | 981,4               | 1,70       | 3,17                 | 1629,1              | 1,79       | 3,76                 |
| Montenegró                     | na.                 | na.        | na,                  | (67,5)              | 1,47       | 3,33                 | 82,9                | 1,74       | 3,20                 | 150,0               | 1,83       | 4,19                 |
| Észak-Macedónia                | (69,8)              | 1,85       | 5,78                 | (124,2)             | 1,09       | 3,45                 | 153,5               | 1,24       | 3,41                 | 353,7               | 2,10       | 5,55                 |
| Finnország                     | (1558,1)            | 1,24       | 2,64                 | (3985,5)            | 1,46       | 2,54                 | (3868,7)            | 1,44       | 2,49                 | 6987,8              | 2,30       | 4,05                 |
| Svédország                     | (4764,3)            | 1,81       | 3,47                 | (6555,5)            | 1,13       | 2,27                 | (6271,3)            | 1,15       | 2,24                 | 12040,3             | 2,00       | 4,12                 |

Elsősorban Oroszországnak Ukrajnával kapcsolatban tett agressziós politikája (Krím elfoglalása, majd háború indítása) hatására a NATO is döntött a védelmi kiadások növelésére vonatkozóan. A NATO-tagok 2014-ben történt azon megállapodását, hogy 2024-re a GDP legalább 2 százalékát költik hadseregükre, 2020-ra ezen célt a NATO akkori 30 tagországa közül csak 11 teljesítette. Azonban 2024-ben a 32 tagállam közül 23 teljesítette. 2025-ben Trump amerikai elnök felszólítja a NATO-tagokat, hogy GDP-jük 5 százalékát költsék hadseregükre. Mark Rutte, a szervezet főtitkára 2025. februárjában kijelentette, hogy a tagoknak a gazdaságuk értékének „jóval több mint 3%-át” kell majd védelmi kiadásokra fordítaniuk. A célkitűzések meghatározásinak azért van jelentősége, mert önmagában az, hogy egy adott tagállam több forrást biztosít a hadseregre, még nem jelent sem technikai-, sem pedig haderőfejlesztést. Szakértői vélemény alapján „ne pazarolják el az egészet nyugdíjakra vagy olyan dolgokra, amelyek nem járulnak hozzá közvetlenül a harci erő növeléséhez”.  A módszertani okokból kifolyólag több szövetséges megkérdőjelezi a 2 százalékos cél jelentőségét, hivatkozva a nemzeti védelmi kiadások kiszámításához használt eltérő módszertanokra, illetve a kapcsolódó kiadások bevonását és számításba vételét is szeretnék elérni. A NATO-ban nincs közös megegyezés arról, hogy mi alkotja a védelmi kiadásokat. A NATO a „katonai kiadások” meghatározásába beletartoznak a védelmi minisztériumok költségvetései, a békefenntartó és humanitárius műveletek kiadásai, valamint a kutatási és fejlesztési költségek. Továbbá a nyugdíjak is beletartoznak. Számos állam esetében a védelmi költségvetés jelentős részét a honvédségi nyugdíjak teszik ki (2016-ban Belgium védelmi költségvetésének 33 százalékát fordították nyugdíjakra, Franciaországé 24 százalékát, Németországé pedig 17 százalékát). A probléma ezzel az, hogy a nyugdíjak ugyan hozzájárulnak a 2 százalékos célhoz, de nem járulnak hozzá az állam harci erejéhez.

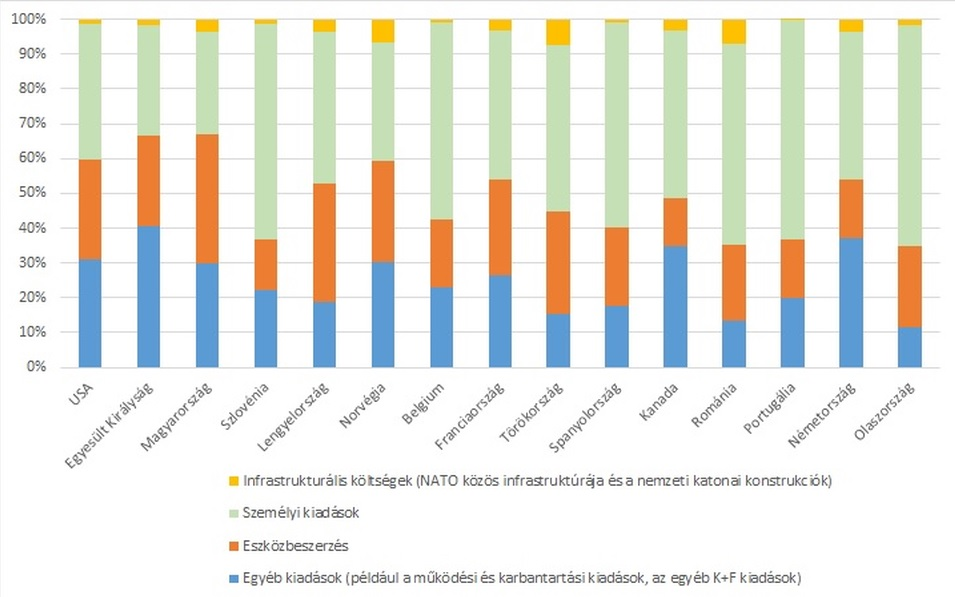
A védelmi kiadások megoszlása fő kategóriák szerint (néhány tagállam esetében 2021-ben)

A NATO nyilvántartása szerint a védelmi kiadások főbb kategóriái az (a) eszközbeszerzések, (b) személyi kiadások, (c) Infrastrukturális költségek (beleértve NATO közös infrastruktúrája és a nemzeti katonai konstrukciók) és (d) az egyéb kiadások (például a működési és karbantartási kiadások, az egyéb K+F kiadások) és a fent említett kategóriák között fel nem osztott kiadásokat tartalmazza). A szövetségen belül a védelmi kiadások megoszlása az egyes tagállamok tekintetében nagymértékben eltér. 2021-ben Románia például arányaiban kétszeresét költötte személyi kiadásokra, mint az Egyesült Királyság, de az egyéb tételek (pl K+F) területére még felét sem.
Spanyolország 2025-ben a GDP 2 százalékára emeli védelmi és biztonsági kiadásait, ami összesen 33 milliárd eurót jelent. 2024-ben csak a GDP 1,4 százalékát fordították erre a célra. A fejlesztési összegek 35 százalékát a hadsereg munkakörülményeinek javítására, felszereléseinek korszerűsítésére és létszámnövelésre fordítják, 31 százalékát a telekommunikációs és kiberbiztonsági terület fejlesztésére, 19 százalékát új védelmi eszközök beszerzésére, míg 17 százalék a vészhelyzeti egységek, például mentőhelikopterek és tartálykocsik fejlesztésére kerül felhasználásra.  Az Egyesült Királyság 2027-ig a GDP 2,5%-át költi védelemre, és jelezte, hogy ezt követően a kiadások további 3%-ra történő növelését tervezi.  Orbán Viktor Magyarország miniszterelnöke az 5%-os célértékkel kapcsolatban kifejtette, hogy „ha a jelenlegi arányt fel kell emelni, az tüdőn lövi a magyar gazdaságot, megfektet minket, akkor az egy fél hadigazdálkodás.”  Magyarország a 2025 évi költségvetésben 1752,3 milliárd forintot irányzott elő védelmi kiadásokra, ezzel a GDP 2 százalékát haladta meg. Néhány tagország azonban lényegesen nagyobb pénzeszközöket csoportosít át a védelem területére. Lengyelország már 2024-ben a GDP 4%-a felett fordított katonai kiadásokra. 2025-ben a GDP 4,7%-át tervezi védelmi kiadásokra fordítani, míg 2026-ban már az 5%-át. Az észt kormány 2025-ben úgy döntött, hogy a korábbi 3,4 %-ról, a következő négy évben a GDP 5,4 százalékára növeli védelmi költségeit, emiatt 2,8 milliárd eurós többlettámogatást hagyott jóvá védelmi beruházásokra. A megemelt összegből többek között új rakétákat szereznek be, de a légvédelembe, fejlett kommunikációs rendszerekbe és a hadsereg létszámának emelésére is fogják fordítani.
2025. májusában Marco Rubio amerikai külügyminiszter kijelentette, hogy a katonai szövetség a következő csúcstalálkozójáig valamennyi NATO-ország „meg fog állapodni abban a célban”, hogy a következő évtizedben a védelmi kiadások a GDP 5%-át elérjék.

#### Nemzetközi összehasonlítás
| Állam       | 2000                | 2000       | 2000                 | 2014                | 2014       | 2014                 | 2020                | 2020       | 2020                 | 2024                | 2024       | 2024                 |
| ----------- | ------------------- | ---------- | -------------------- | ------------------- | ---------- | -------------------- | ------------------- | ---------- | -------------------- | ------------------- | ---------- | -------------------- |
|             | Kiadás (millió USD) | GDP %-ában | Állami kiadás %-ában | Kiadás (millió USD) | GDP %-ában | Állami kiadás %-ában | Kiadás (millió USD) | GDP %-ában | Állami kiadás %-ában | Kiadás (millió USD) | GDP %-ában | Állami kiadás %-ában |
| Oroszország | 9228,2              | 3,31       | 10,82                | 84695,5             | 4,11       | 11,77                | 61712,5             | 4,14       | 10,59                | 148967,3            | 7,05       | 18,90                |
| Ukrajna     | 1136,7              | 3,51       | 9,91                 | 3961,6              | 2,97       | 6,63                 | 6838,8              | 4,40       | 9,58                 | 64705,0             | 34,48      | 54,01                |
| Kína        | 22237,1             | 1,84       | 11,34                | 182109,2            | 1,74       | 5,99                 | 257973,4            | 1,76       | 4,90                 | 313658,3            | 1,71       | 5,06                 |

Oroszország politikája által képviselt ukrajnai háború mindent felforgatott a globális védelmi költségvetések területén. A világ legnagyobb katonai költségvetéssel rendelkező országai közül 2022. évi adatok alapján az Egyesült Államok állt az élen, amely 876,9 milliárd dollárjával a globális katonai költségek 39 százalékát tudhatta magáénak. A második helyen Kína áll, amely 292 milliárdot költött védelmi kiadásokra, 13 százalékkal járulva hozzá a globális mutatókhoz, míg a harmadik helyen a háborúra egyébként sokat fordító Oroszország állt 86,4 milliárd dollárral.  A NATO 2023-ban 1,28 billió dollárt költött védelemre, ami a globális összköltség mintegy 54 százalékát tette ki.
A globális katonai kiadások 2024-ben 2718 milliárd dollárra emelkedtek. A világ 15 legnagyobb költekező országa mind növelte katonai kiadásait. A globális bruttó hazai termék (GDP) katonai kiadásokra fordított aránya 2,5 százalékra nőtt. Oroszország katonai kiadásai a becslések szerint 2024-ben elérhette a 149 milliárd dollárt, ami 38 százalékos növekedés 2023-hoz képest, és a 2015-ös szint duplája. Ez az orosz GDP 7,1 százalékát és az összes orosz kormányzati kiadás 19 százalékát jelentette. Az USA 2024-es költségvetésének jelentős részét a katonai képességek és az amerikai nukleáris arzenál modernizálására fordították, hogy megőrizzék stratégiai előnyüket Oroszországgal és Kínával szemben. Az európai NATO-tagok összesen 454 milliárd dollárt költöttek, ami a szövetség teljes kiadásainak 30 százalékát jelenti.
A Nemzetközi Stratégiai Tanulmányok Intézetének (IISS) jelentése szerint Oroszország katonai kiadásai 2024-ben 13,1 billió rubelre rúgott (145,9 milliárd dollár), míg Európa 2024-es összesített (beleértve az Egyesült Királyságot és az EU-tagállamokat is) védelmi kiadása 457 milliárd dollár volt. Azonban ha Oroszország kiadásait vásárlóerő-paritáson (PPP) vesszük számításba, akkor – mivel Oroszországban a hazai alapanyagok jelentősen olcsóbbak, mint a világpiacon -, az orosz katonai kiadások 461,6 milliárd dollárnak felelnek meg. Az IISS előrejelzése szerint 2025-ben Oroszország összes védelmi kiadása – beleértve a regionális kormányok és a vállalkozások "önkéntes" hozzájárulásait is – további 13,7 százalékkal, 15,6 billió rubelre nő. Ez a GDP 7,5%-át és a szövetségi kiadások közel 40%-át jelentené. Miközben ez a súlyos katonai beruházás megterheli Oroszország gazdaságát, az IISS megjegyezte, hogy "Oroszország még mindig képes viselni a háború költségeit".Ez növeli azon aggodalmat, hogy Oroszország képes lenne megtámadni a kontinenst, amint az Ukrajna elleni háború véget ér. Mark Rutte NATO-főtitkár arra hívta fel a figyelmet,hogy „Nem állunk készen arra, ami négy-öt éven belül ránk vár”. Ezeket az óvatosságokat a védelmi tisztségviselők Európa-szerte megerősítették. A hidegháború végét követően a fegyverkezési verseny újraindult. Amennyiben az orosz védelmi kiadásokhoz hozzáadjuk a nemzetbiztonságra fordított állami kiadásokat is (amelyek a honvédelemtől különálló tételt képeznek), akkor a teljes védelmi és biztonsági kiadások 17 billió rubelre tehetők, ami az összes kiadás közel 41%-át teszi ki. Ez az ország GDP-jének 8%-ánk felel meg. Ez a 8%-os GDP arány azon, késő szovjet időszakkal vethető össze, amikor a Szovjetunió háborút vívott Afganisztánban, és a hidegháborús ellenfelei ellen is nagyobb nukleáris arzenált tartott fenn. 